# Église baptiste de Kungsholm
 (avril 2025).
L'église baptiste de Kungsholm (en suédois : Kungsholms baptistkyrka) est une église chrétienne évangélique baptiste située dans l'île de Kungsholm à Stockholm en Suède

## Description
L'église est située au Bergsgatan 59, au sud du parc Kronoberg, dans l'île de Kungsholmen, au centre-ville de Stockholm. 
La congrégation appartient à l'église unie de Suède.
Depuis 2009, elle collabore avec la New Life Church (sv), qui gère le projet d'implantation de paroisses Fridhemskyrkan dans l'église depuis 2012. New Life et Fridhemskyrkan appartiennent à l'Église évangélique libre (sv).

## Bâtiment
Après plusieurs années dans différents locaux de Kungsholmen, notamment au 24A Hantverkargatan, l'église a été inaugurée en 1904. 
L'architecte était Erik Boström, le client était la Kungsholm Baptist Church Society et le maître d'œuvre était P A Granat. 
Dans les années 1960, une rénovation et une extension ont eu lieu dans l'église de Bergsfallet 9. L'architecte de l'époque était le petit-fils d'Erik Boström, Örjan Lüning, qui a ajouté une salle pour les jeunes, un vestiaire et une scène dans la petite salle. Dans la collection de l'église se trouve une mosaïque en verre de Julia Lüning. Pendant de nombreuses années, l'église s'appelait Église Betania ou simplement Betania, plus tard le nom officiel est devenu Église baptiste de Kungsholm.
Depuis 2016, New Life/Fridhemskyrkan a repris la propriété de l'église.

## Galerie

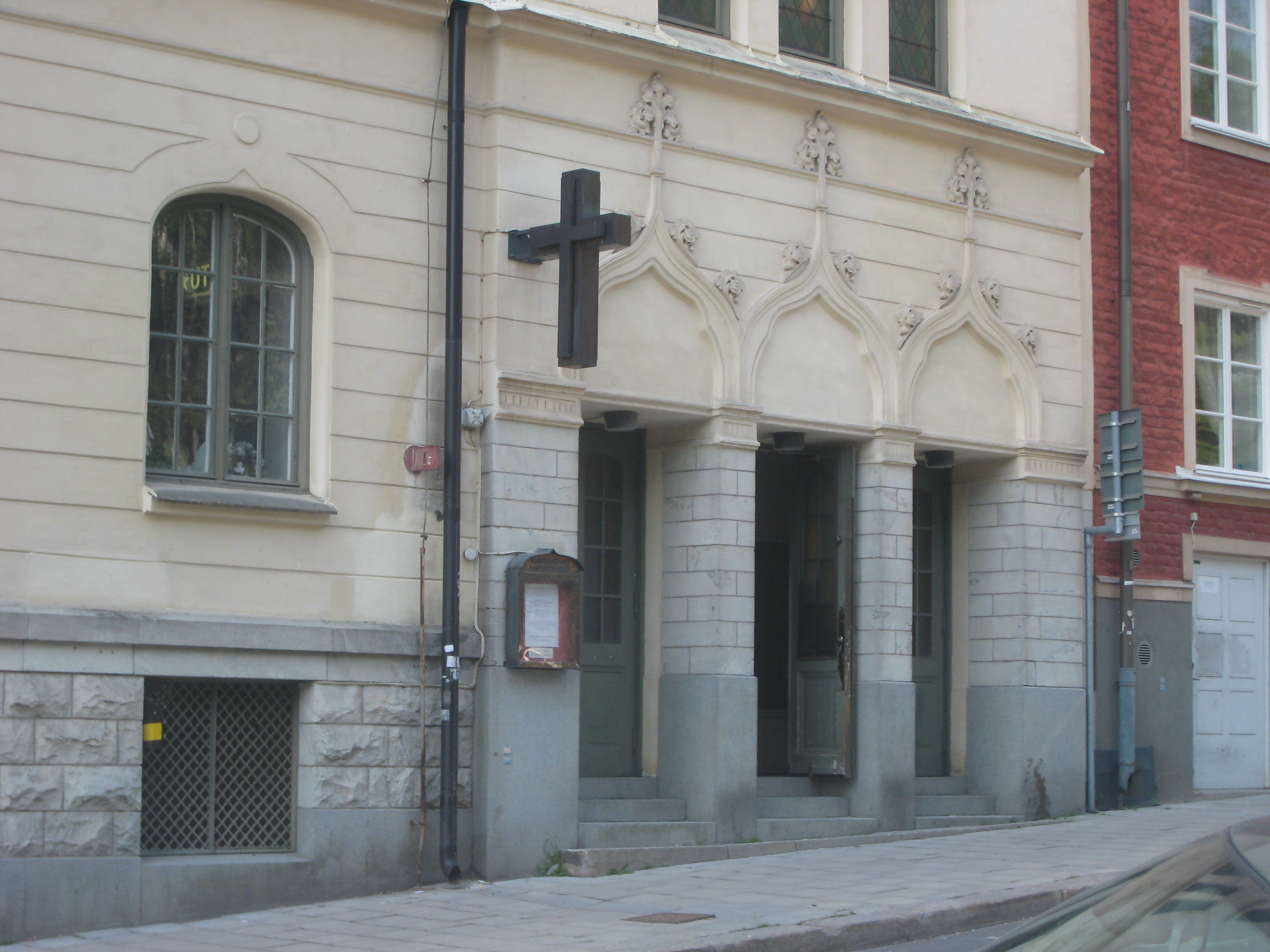
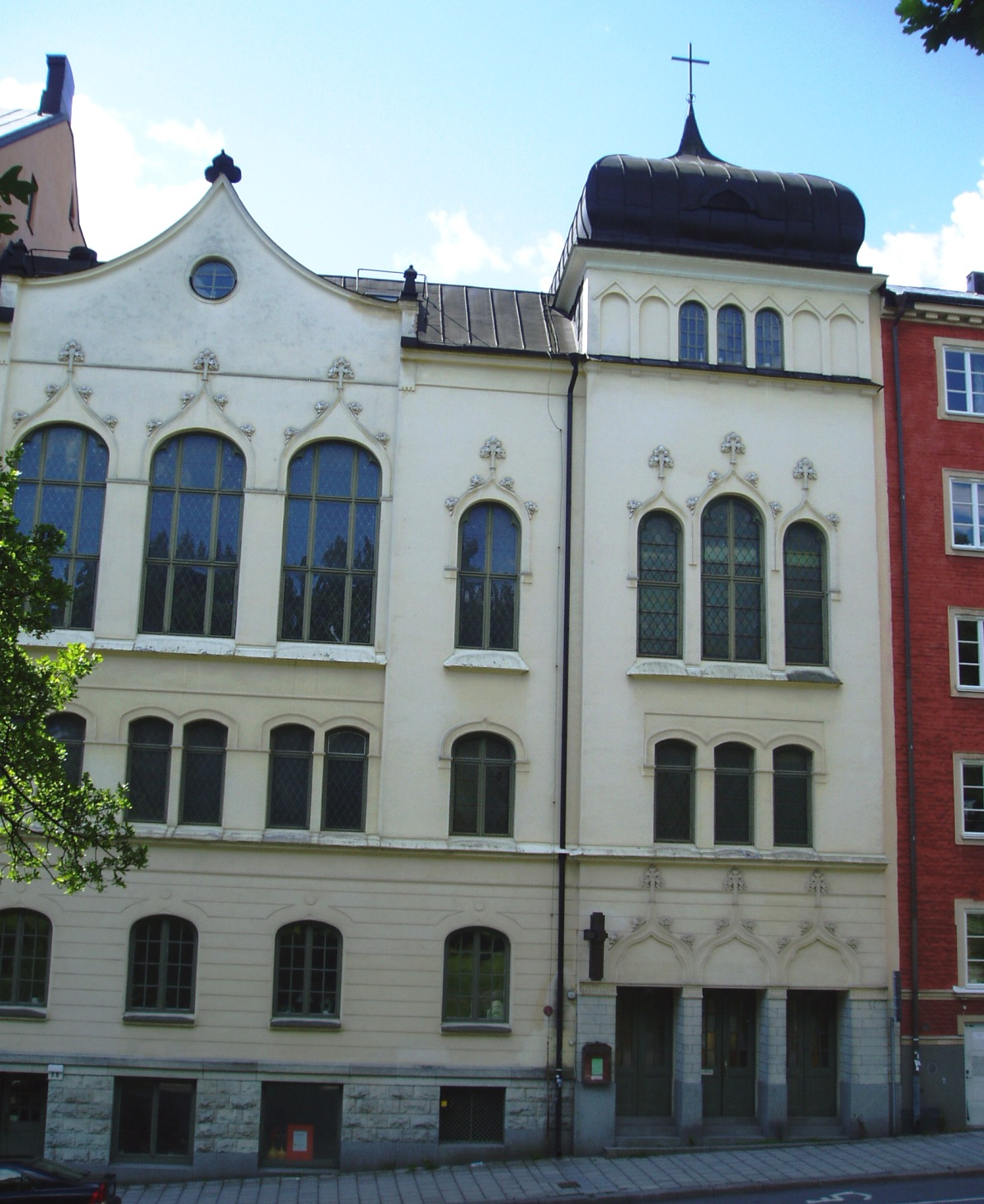
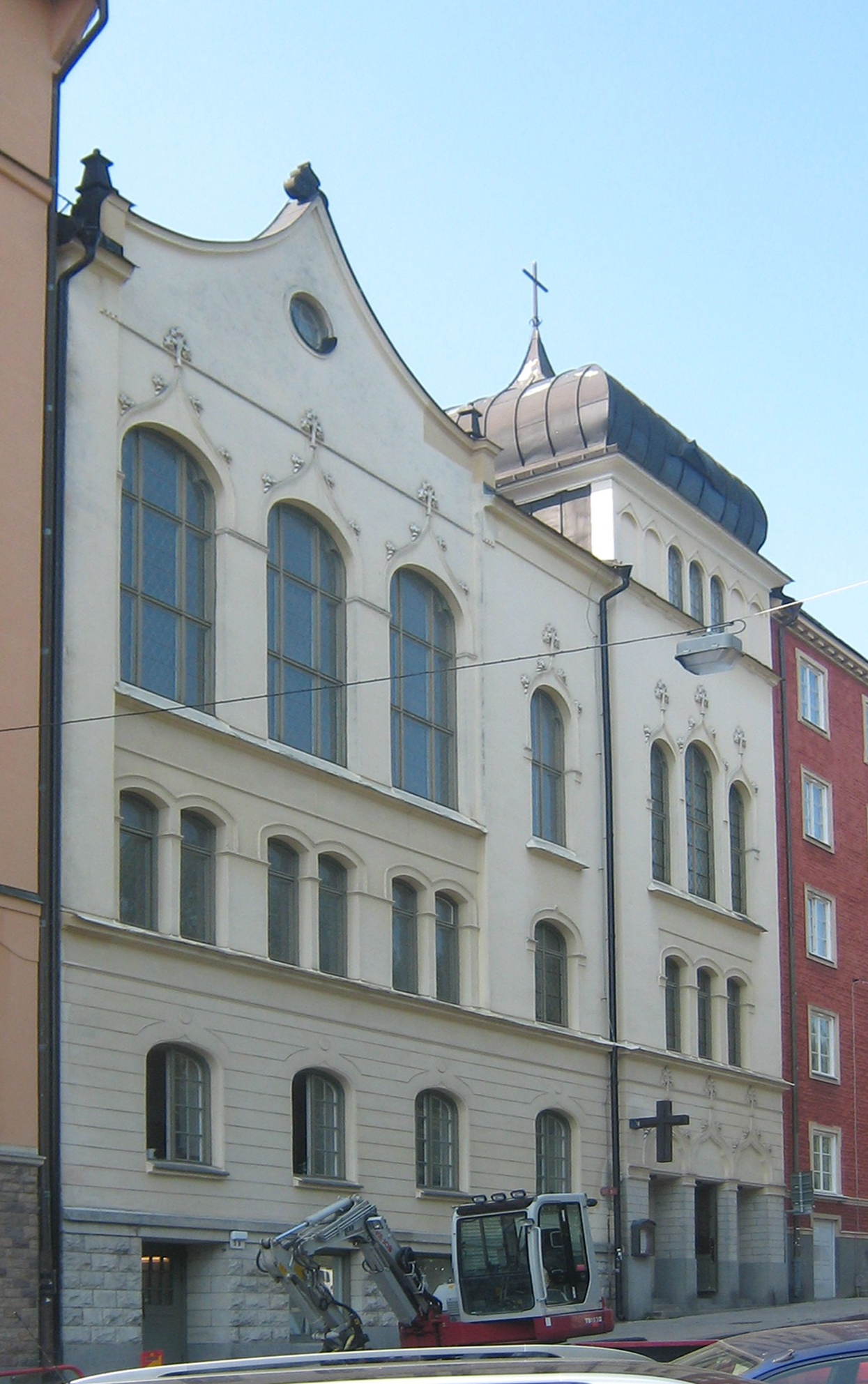